# 山田一尋
山田 一尋（やまだ かずひろ）は、日本の歯科医師、歯学者。松本歯科大学歯学部歯科矯正学講座教授。

## 経歴
1981年に新潟大学卒業、1985年に同大学院修了。同年 歯学博士  論文の題は「成長に伴うラット下顎骨咬筋深層付着部の移動様式に関する組織学的研究]　。  以後新潟大学助手、講師を務め2007年より松本歯科大学教授に就任。

## 著書
- 山田一尋 著「第4章　思春期から成人までの口腔成育  口を開けると音がする，痛い」、佐々木, 洋、田中, 英一、菅原, 準二 編『口腔の成育をはかる 1巻 こんな問題に出会ったら 生活者とともに考える解決策』医歯薬出版、2003年7月25日。ISBN 978-4-263-40731-8。 NCID BA63198030。
- 山田一尋 著「第4章　噛み合わせや顎関節に問題があったなら  成人期の顎関節症へのアプローチ」、佐々木, 洋、田中, 英一、菅原, 準二 編『口腔の成育をはかる 2巻 具体例から実感する成育のマインドとストラテジー』医歯薬出版、2004年4月20日。ISBN 978-4-263-40732-5。 NCID BA67677465。
- 山田一尋 他 著、日本顎口腔機能学会 編『よくわかる顎口腔機能 咀嚼・嚥下・発音を診査・診断する』医歯薬出版、2005年7月20日。ISBN 978-4-263-44196-1。 NCID BA73113566。
- 山田一尋 他 著、相馬, 邦道、飯田, 順一郎; 山本, 照子 ほか 編『歯科矯正学』（第5版）医歯薬出版、2008年3月25日。ISBN 978-4-263-45615-6。 NCID BA85814648。
- 新井一仁、石川博之、北井則行、後藤滋巳、清水典佳、寺田員人、中村芳樹、福井和徳、槇宏太郎、松本尚之、三浦廣行、溝口到、山田一尋『新しい歯科矯正学』（第3版）永末書店、2012年3月24日。ISBN 978-4-8160-1240-2。 NCID BB0913691X。

## 所属学会
- 日本歯科医学会
  - 日本矯正歯科学会 理事[3]
    - 甲北信越矯正歯科学会 副会長[4]

  - 日本歯科放射線学会[1]
  - 日本歯科医学教育学会[1]
  - 日本顎関節学会 理事[5]
  - 日本顎口腔機能学会 評議員[6]
  - 日本顎変形症学会 監事[7]
- 日本口蓋裂学会[1]
- 日本咀嚼学会[1]
- World Federation of Orthodontics[1]

| 学職                                                     | 学職                                                                          | 学職                                         |
| -------------------------------------------------------- | ----------------------------------------------------------------------------- | -------------------------------------------- |
| 先代 田中昌博 第47回 2011年10月 兵庫医療大学             | 日本顎口腔機能学会学術大会 大会長 第48回 2012年4月 松本歯科大学               | 次代 鱒見進一 第49回 2012年10月 九州歯科大学 |
| 先代 三浦廣行 第71回 2012年 マリオス盛岡地域交流センター | 日本矯正歯科学会大会 大会長 第72回 2013年 長野県松本文化会館 松本市総合体育館 | 次代 葛西一貴 第73回 2014年 幕張メッセ       |
| 先代 寺田員人 第28回 2013年 日本歯科大学新潟生命歯学部   | 甲北信越矯正歯科学会大会 大会長 第29回 2014年 松本歯科大学                    | 次代 齋藤功 第30回 2015年 朱鷺メッセ         |